# 紡績

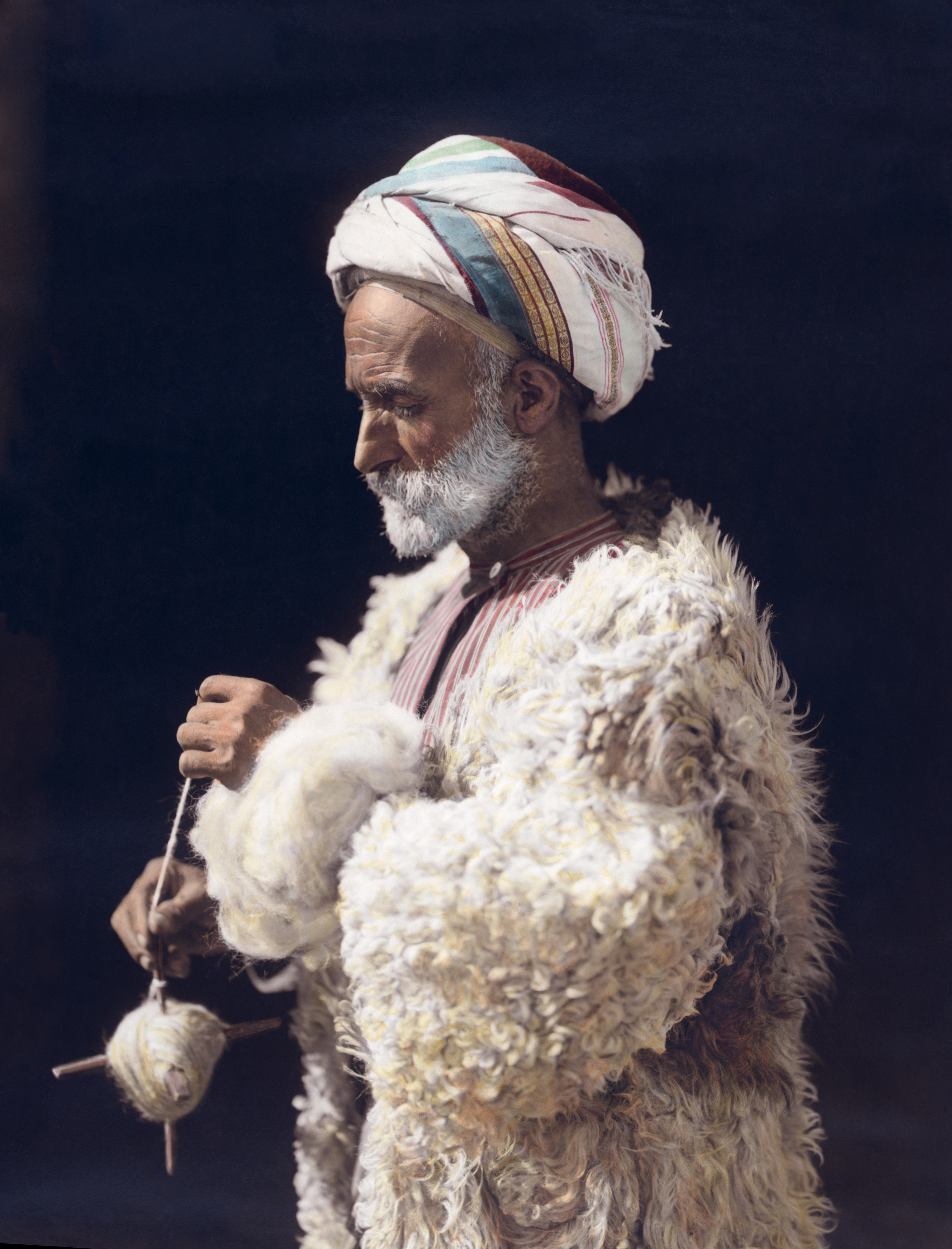
ラマッラーの羊毛を紡ぐ男。1919年の写真を着色したもの

紡錘（「つむ」「ぼうすい」、spindle スピンドル）と呼ばれる、「つむぎ」を行うための素朴な道具。繊維の集まりの一部を引っ張りこのスピンドルに結び付け、このスピンドルをぶら下げたまま、掌などでスピンドルの側面などをなでるようにしてクルクルとスピン（回転）させる。するとスピンドルの重さをささえている繊維群に「撚り（より）」がかかり、まとまりつつ糸になってゆくので、適度なところでスピンドルに巻きつけ（ここまでで作業の1サイクル）、その後は、再び繊維のかたまりから繊維を引っ張るところ以降を繰り返す。

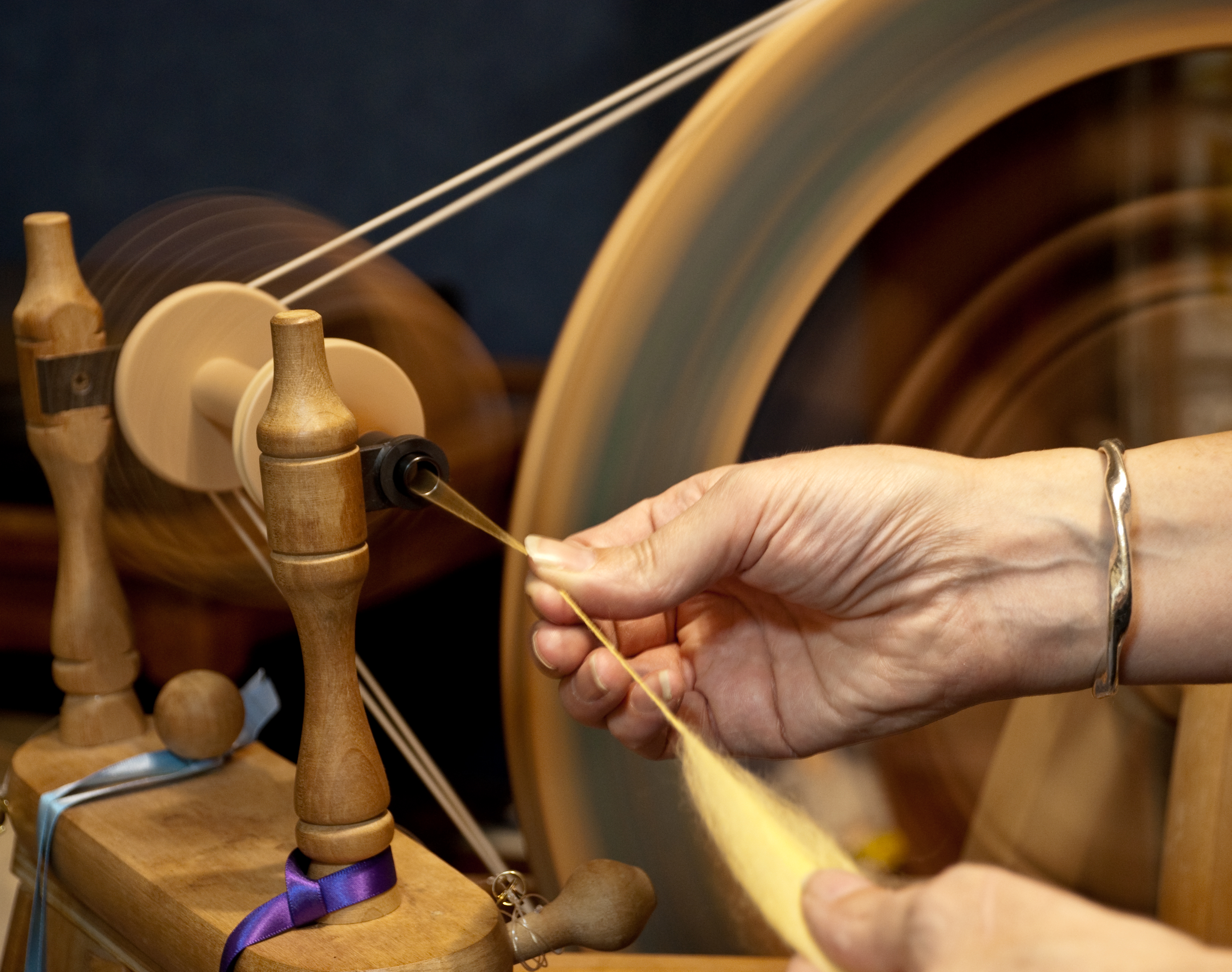
糸車での作業を手前側から見た写真。左手あたりに（紡ぎ前の）モワモワと広がった繊維があり、右手の先で回転（スピン）している部品によって「撚り（より）」（≒ひねり）がかけられて、細くなりつつ一本にまとまって「糸」になり、穴に引き込まれてゆき、穴の先でボビンに巻き取られる。

紡績（ぼうせき、英: spinning）とは、（比較的短い）繊維を糸の状態にすること。たとえば綿花、羊毛、麻、蚕糸の「屑」、化学繊維のステープルなど、比較的短い繊維から糸を作ること。大和言葉では「つむぎ」とも。
本記事では、「紡ぐ」という素朴な行為から、それが産業化した「紡績」まで広く解説する。

## 概説
もともと「紡ぐ（つむぐ）」（英語で「spin スピン」）という古代から人類によって行われている行為があり、これは比較的短い繊維類（植物性繊維や動物性繊維）を引き延ばしつつ、撚り合わせる（よりあわせる、＝ねじって、互いがからみつくように一体化させる）という行為のことで、それを大和言葉ではそれを表現した名詞的（体言的）表現は「つむぎ」（英語では動名詞で「spinning」）と言い、素朴な行為から抽象化したものまで広い範囲を指しうる。専門用語らしい表現や学術表現としては、漢字の組合わせの「紡績」が使われる。漢字の「紡」（紡ぐ/つむ・ぐ）は寄り合わせることを意味し、「績」（績む/う・む）は引き伸ばすことを意味する漢字で、（「紡績」は「紡ぎ」の中でも、産業的なもの指すために用いられたり、学術用語として用いられ）主に綿や羊毛、麻などの短繊維（最長でも1.5m程度のもの）の繊維を非常に長い糸にする工程をいう。
紡績によって作られた綿糸などは「紡績糸（スパンヤーン、ステープルヤーン）」と呼ばれる。綿とポリエステルのように、複数の種類の短繊維を混ぜ合わせて紡績することを混紡という。
これに対し、長繊維の絹を蚕の繭から繰り出し、ばらばらにならないよう数本まとめて撚る工程は製糸と呼ばれる。同様の長繊維でもナイロンなど高分子材料から新たに繊維をつくることは紡糸という。こうしてできた糸はフィラメントヤーンと呼ばれる。
スパンヤーンとフィラメントヤーンのどちらが織物に向いているかは、見た目と肌触りによる。肌触りでは、紡績で作ったスパンヤーンは短繊維を撚り合わせているので繊維の端（毛羽）があちこちにあるため、肌への接触部分は点状になりやわらかい。一方、絹糸など繊維側面全体が肌に当たるフィラメントヤーンは、見た目はよいが肌触りは冷たくて硬いことになる。ただし撚りが多いスパンヤーンは、硬くなり光沢もなくなっているため、手触りも痛く見た目も劣ることになる。これらをどう織るかで、さらに見た目や肌触りは変化する。

## 歴史

### 手紡ぎ

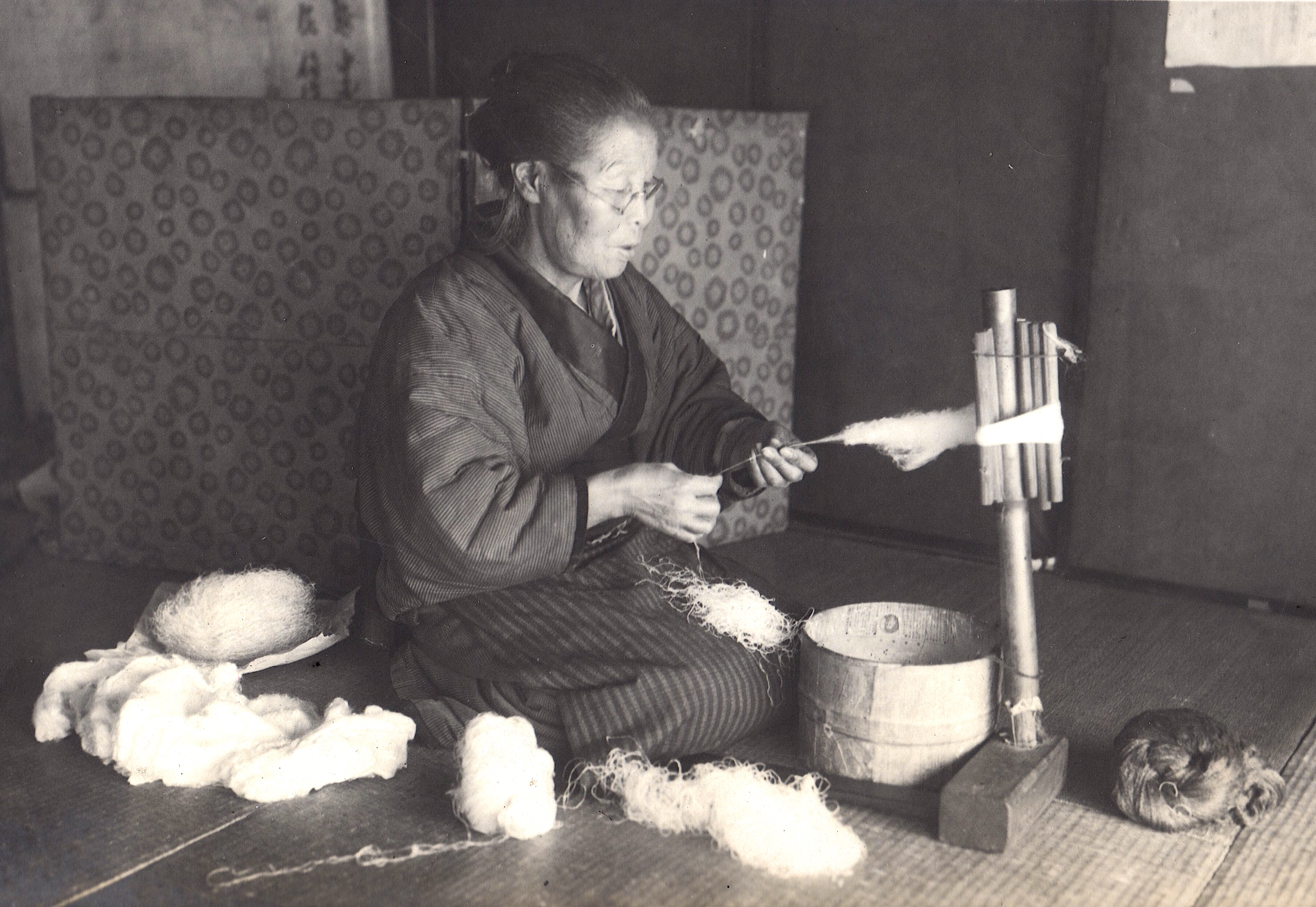
日本での手紡ぎの様子（1914年）

紡績の起源は不明だが、考古学によれば約2万年前の旧石器時代のものとされる糸の切れ端と思われるものが見つかっている。紡績の最も原始的な形態は、動物の毛のふさや植物の繊維を手で自分の体に巻きつけ、紡績糸が十分な長さになるまで原料を追加していくというものだった。その後、石に糸の先を結んで、それを回して十分「撚り（より）」（＝ねじり）をかけ、それからその石に縒糸を巻きつけるという作業を繰り返すようになった。
次に登場した手法は、（石のかわりに）8インチから12インチ程度の真っ直ぐな棒（紡錘「つむ」「スピンドル」と呼ばれるもの）を使うもので、その棒をスピンさせることで繊維に撚り（ひねり）を加えて、縒った糸を巻き取るのにも使われた。当初、棒の先に割れ目があって、そこに糸の先端を固定していた。その後、骨製のフックが紡錘の先端に追加されるようになった。羊毛や植物の繊維の束を左手に持って右手で繊維を引き出し、その先端を紡錘の先端に固定する。腿の上や身体のどこかを使って紡錘に回転運動を与える。そして紡錘を落とすと、糸が縒られ、それを紡錘上部に巻きつけていく。このような作業を繰り返して糸を紡いでいく。
羊毛やアマなどの繊維を巻きつけておく糸巻き棒 (distaff) が使われるようになった。これは原料となる繊維の束を巻きつけておく棒である。その一端を腕に挟んだり、ベルトに挟むなどして、片手を自由にして繊維を引き出せるようにした。
棒をスピンドルとして紡ぐ経験を重ねると「糸を多く巻きつけた紡錘ほど（重くなり、回転しはじめると）回転が安定して持続する」ということに大抵の人が気付く。そこで紡錘の下端に重りを付けるという改良がなされた（「紡錘」の「錘」は重りである）。重りには木材、岩石、粘土、金属などを円盤状にしたものが使われ、その中心の穴に紡錘の棒を差し込んで使った。これによって紡錘の回転が安定して持続するようになった。重り付きの紡錘は新石器時代に登場した。

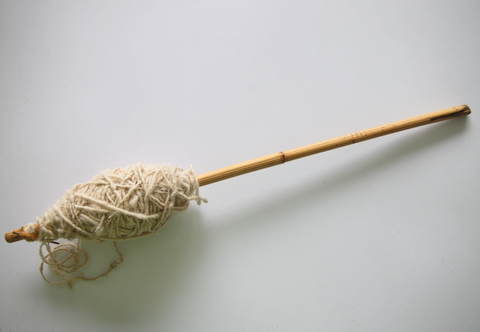
エジプトの素朴なスピンドル
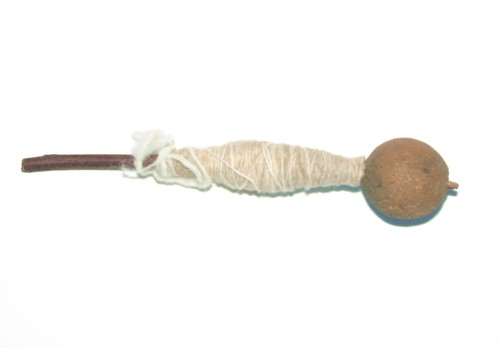
アフリカの素朴なスピンドル。下に重りがつけられている。
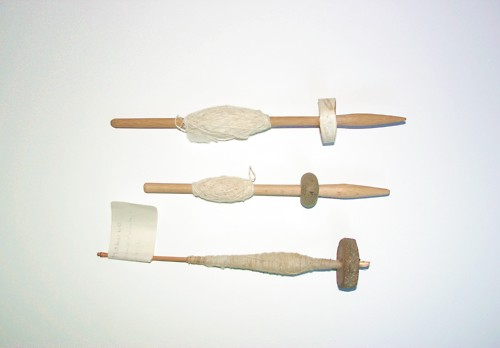
スピンドル3種。下に重りがつけられている。それぞれ、やや異なった技で紡いだもので、糸の巻かれている位置が異なる。

### 糸車
10世紀ごろまでに糸車が考案され、12世紀にはヨーロッパ、中東、インド、中国で使われていた。糸車によって紡績の手間が軽減され、さらに紡績機の発明へと繋がっていった。

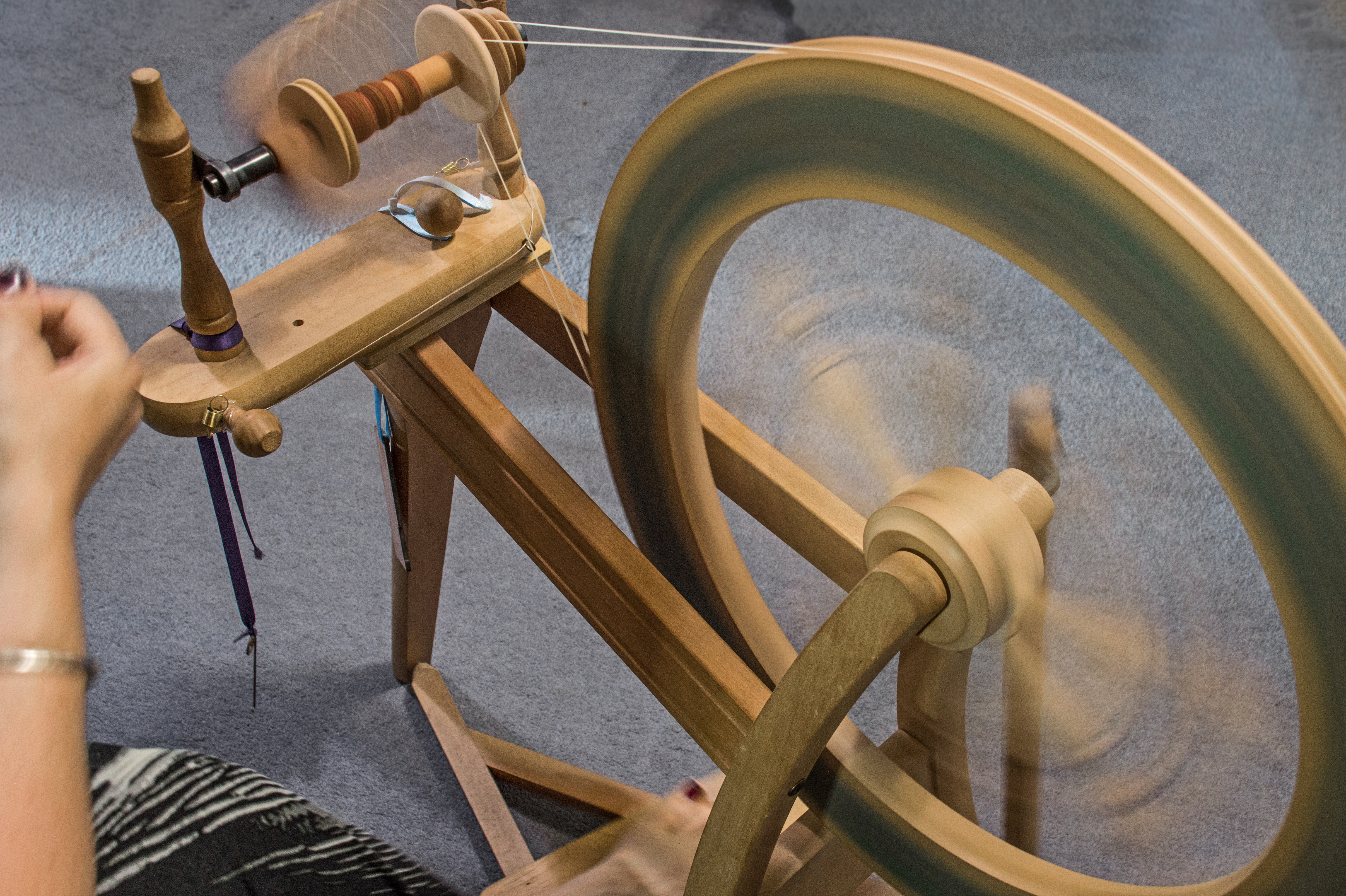
ベテランが（「ノった」状態で）順調に作業をすると、ホイールとボビンはこれくらい高速で回転する。
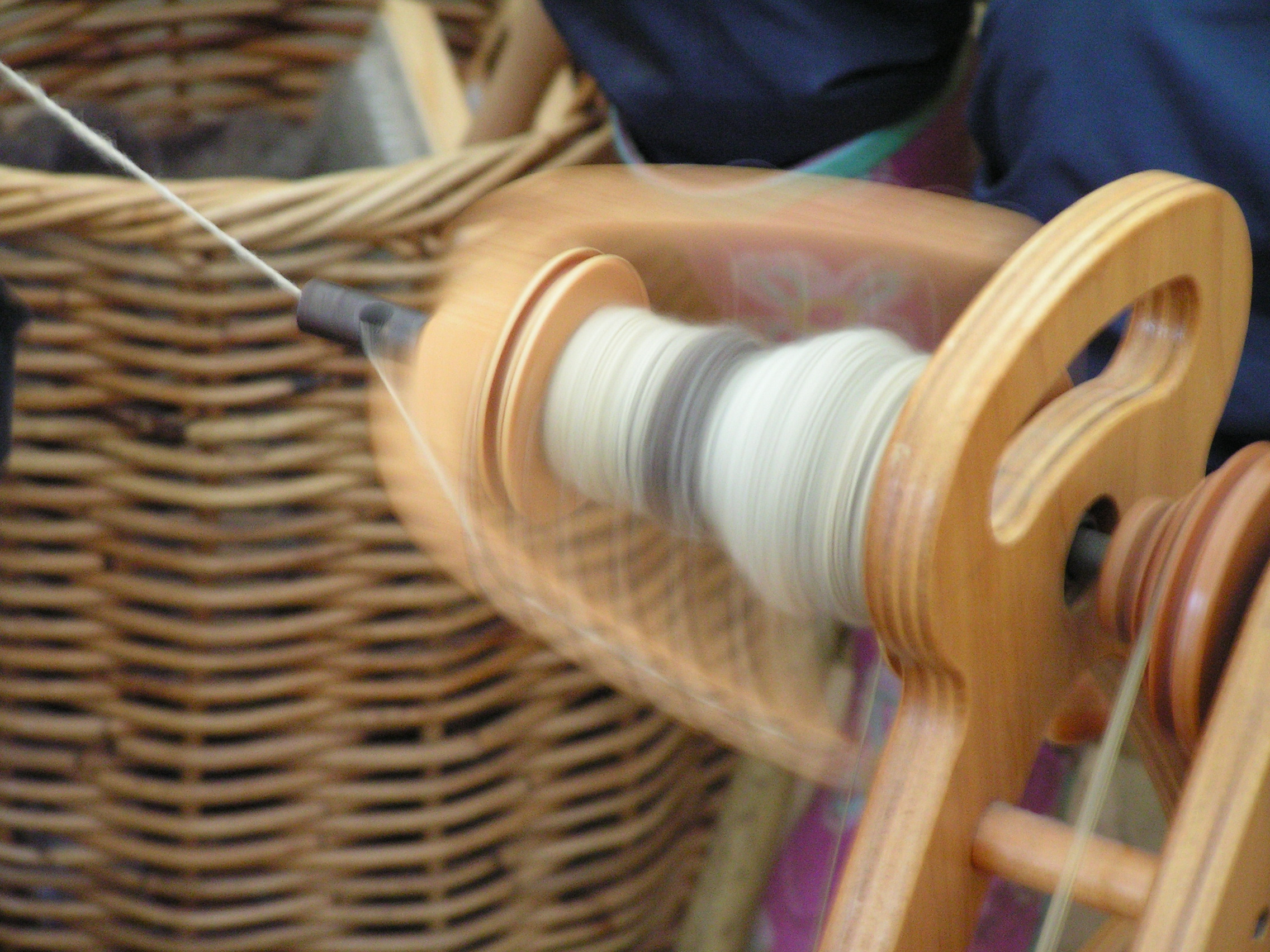
高速で回転する「ボビン」および「フライヤー」。
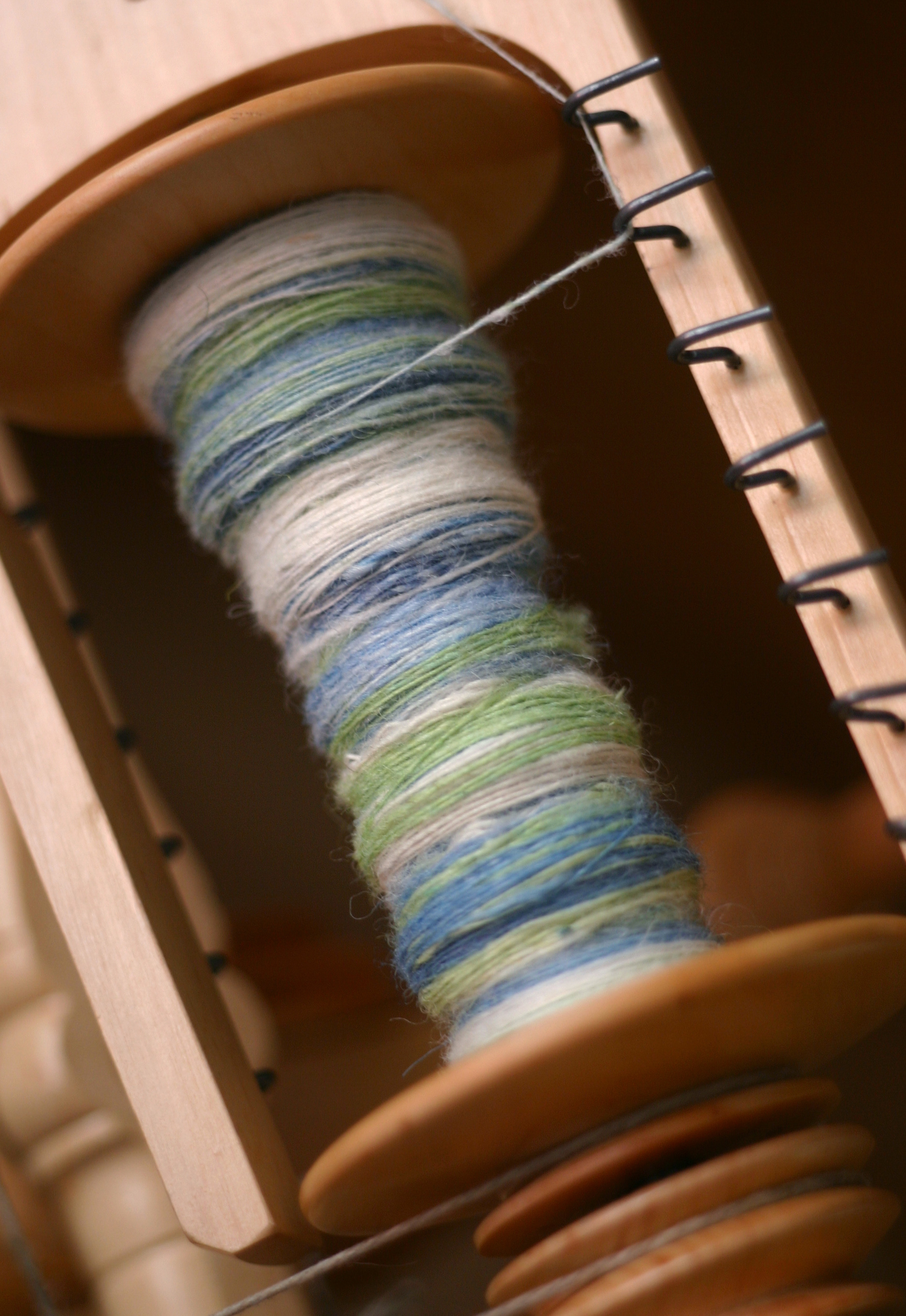
繊維が糸になり巻き取られた状態。糸が巻き取られている部分を「ボビン」と言い、ボビンの脇の枠（腕）のようなところを「フライヤー」と言う。
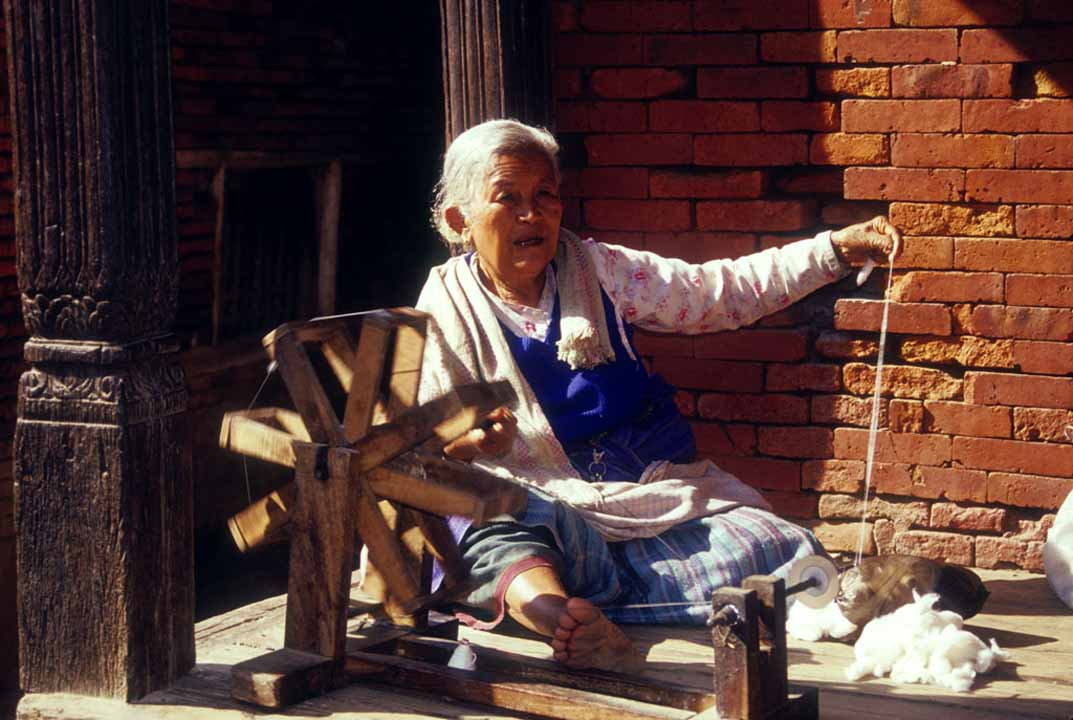
糸車を使った手作業による製糸作業
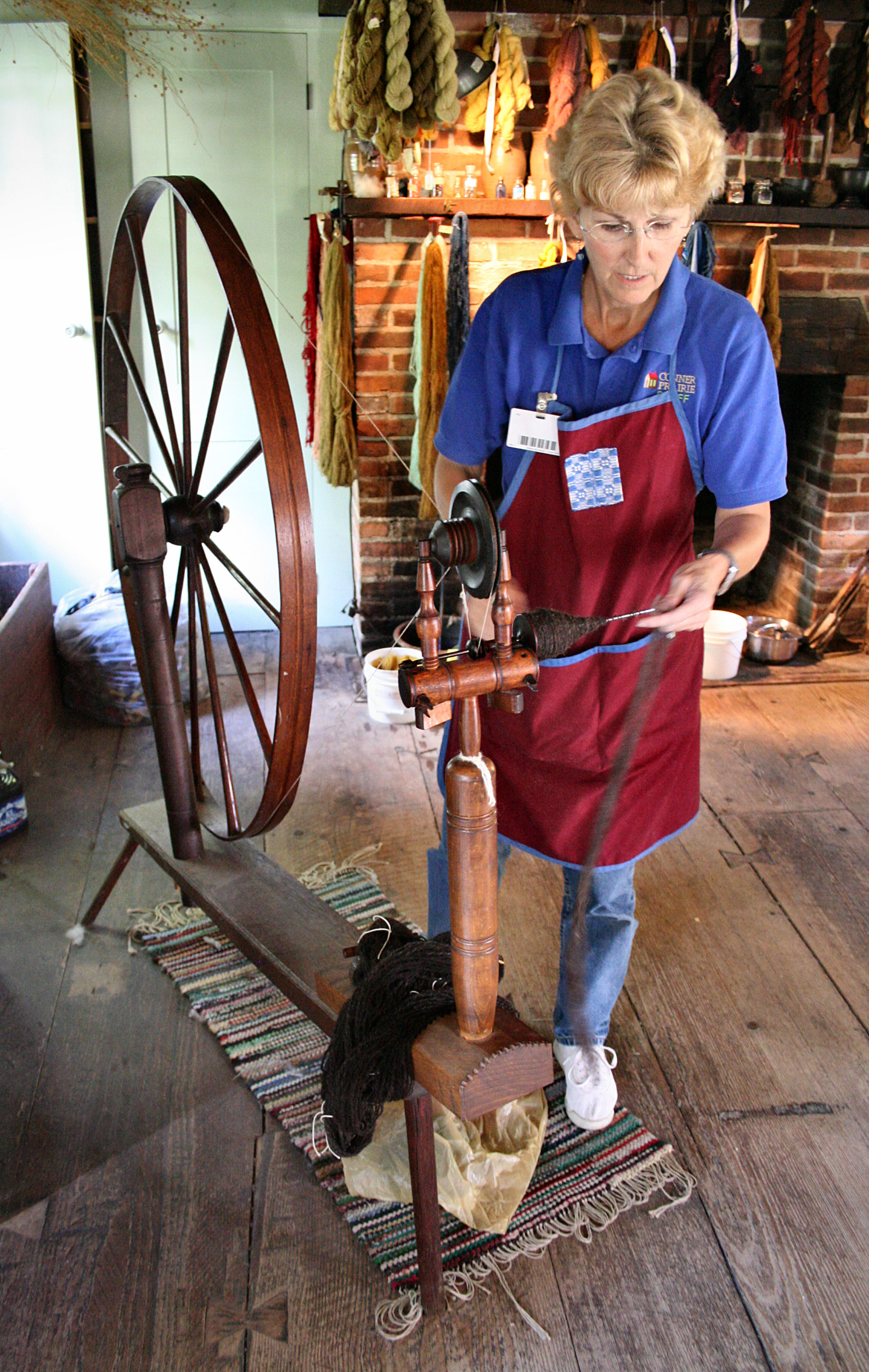
米国、インディアナ州の歴史博物館の糸車
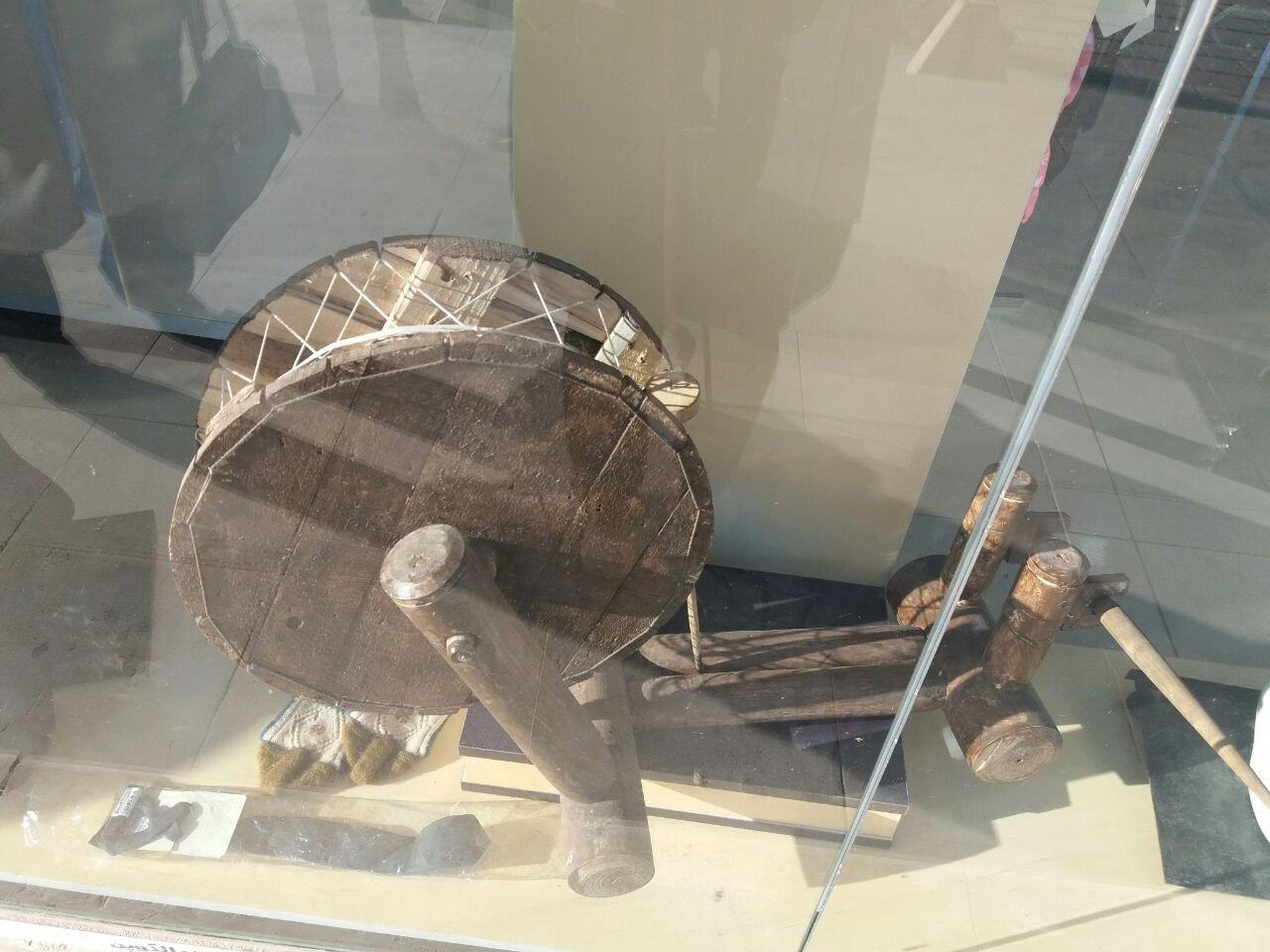
イランの歴史的な糸車

### 紡績機
イギリスにおける綿織物の人気と自動織機の発達は綿糸の需要を大きくし、綿糸の生産性をあげる発明が相次いだ。紡績はイギリスの産業革命を飛躍させた重要な分野であった。紡績機は当初水力や蒸気機関を動力源としていたが、現在では電気を使っている。紡績機の登場によって糸の生産量は格段に増加した。
1764年ごろ、ジェームズ・ハーグリーブスが複数の糸を紡ぐジェニー紡績機を発明し、1人の工員が多数の糸車を一度に操作できるようになり、紡績の生産性は劇的に向上した。そして1769年、リチャード・アークライトらがジェニー紡績機よりも強い糸を作れる精紡機を開発した。この機械は手で駆動するには大きすぎたため、水車を動力源としたことから水力紡績機（水紡機）と呼ばれた。
1779年、サミュエル・クロンプトンは、ジェニー紡績機と水力紡績機を組合せ、ミュール精紡機を開発した。この機械は強い糸が作れ、しかも大量生産に向いていた。1828年（または1829年）にはリング精紡機が登場している。
1867年（慶応3年）5月に薩摩藩によって日本初の紡績工場として鹿児島紡績所が設立された。
1872年（明治5年）11月4日、日本で初の官営模範工場として富岡製糸場が設立された。
20世紀に入ると、ロータ式オープンエンド精紡機（Courtaulds）、と呼ばれる新たな技法などが生まれ、1秒間に40メートル以上の糸が生産できるようになった。
また、21世紀に入るとエアジェットを利用したエアジェットオープンエンド精紡機も登場して普及している。

ジェニー式紡績機
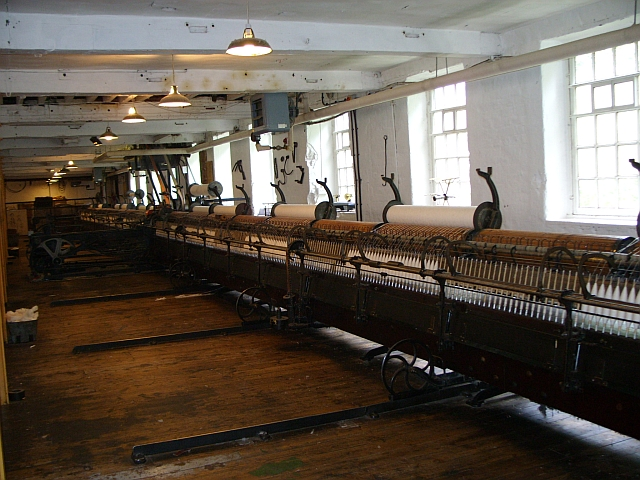
ミュール精紡機（イギリス Quarry Bank Mill）

## 紡績と労働
20世紀前半、日本とインド（イギリス資本も含む）は、紡績業において競合状態にあった。このため1926年に行われた第8回国際労働会議ではインドの資本家代表が、日本の紡績女工が夜業の制限を受けず、八時間労働制も実施されていないとして激しく攻撃する場面が見られた。